# Эрбиль (мухафаза)
Хавле́р (курд. ھەولێر, лат.: Hewlêr) или Эрби́ль (араб. أربيل‎, лат.: Arbīl) — крупнейшая из провинций Региона Курдистан, автономной республики в составе Республики Ирак. Своё название получила от города Эрбиль (Хавлер), который является также административным центром и крупнейшим городом на её территории.
Численность населения — 3 099 046 чел. (2024 г.). Другие крупные населённые пункты — Равандуз, Салах-эд-Дин, Махмур, Кёй-Санджак.

## История
На территории мухафазы находится пещера Шанидар, в которой были обнаружены останки неандертальцев.

## Экономика
Экономика области является в значительной степени сельскохозяйственной с некоторым производством нефти и была затронута конфликтом, между Саддамом Хуссейном и иракскими курдами, хотя контрабанда вопреки режиму санкций Организации Объединённых Наций позволила многим местным жителям держаться на плаву и даже процветать в некоторых случаях, по обстоятельствам.

## Население
Территория, считая спорные территории, 17,554 км² с населением 3,171,777 человек (2023 г.). В основном населена курдами с арабским, туркоманским и ассирийским меньшинствами.
Оценочный этнический состав провинции:
- Курды — 2 164 000 чел. (70 %);
- Арабы — 450 000 чел. (15 %);
- Туркоманы — 300 000 чел. (10 %);
- Ассирийцы, арамеи, армяне — 180 000 чел. (6 %);
- Мандеи и другие — 5000 чел. (0.2 %).

## Научная деятельность
На территории региона расположена астрономическая обсерватория Эрбиль.

## Округа
1. Эрбиль
2. Дашти Хавлер
3. Махмур (спорный)
4. Соран
5. Шаклава
6. Кёй-Санджак
7. Мергасур
8. Чоман
9. Равандуз